# Episodi di Medium (terza stagione)
La terza stagione della serie televisiva Medium è andata in onda dal 15 novembre 2006 al 16 maggio 2007 sul network americano NBC. In Italia la stagione è stata trasmessa in prima visione, dal 6 dicembre 2007 al 31 gennaio 2008, su Rai 3.
| nº | Titolo originale           | Titolo italiano                    | Prima TV USA     | Prima TV Italia  |
| -- | -------------------------- | ---------------------------------- | ---------------- | ---------------- |
| 1  | Four Dreams (1)            | Quattro sogni - 1ª parte           | 15 novembre 2006 | 6 dicembre 2007  |
| 2  | Four Dreams (2)            | Quattro sogni - 2ª parte           | 15 novembre 2006 | 6 dicembre 2007  |
| 3  | Be Kind Rewind             | Il circolo vizioso                 | 22 novembre 2006 | 12 dicembre 2007 |
| 4  | Blood Relation             | Un dottore tornato dal passato     | 29 novembre 2006 | 12 dicembre 2007 |
| 5  | Ghost in the Machine       | Tiratore scelto                    | 6 dicembre 2006  | 13 dicembre 2007 |
| 6  | Profiles in Terror         | Il cacciatore di assassini         | 13 dicembre 2006 | 13 dicembre 2007 |
| 7  | Mother's Little Helper     | L'aiutante della mamma             | 3 gennaio 2007   | 19 dicembre 2007 |
| 8  | The Whole Truth            | Tutta la verità                    | 17 gennaio 2007  | 19 dicembre 2007 |
| 9  | Better Off Dead            | Amici per la morte                 | 24 gennaio 2007  | 20 dicembre 2007 |
| 10 | Very Merry Maggie          | La bambola killer                  | 31 gennaio 2007  | 20 dicembre 2007 |
| 11 | Apocalypse Push            | Gli strani sogni del capitano Push | 7 febbraio 2007  | 27 dicembre 2007 |
| 12 | The One Behind the Wheel   | Nei panni di un'altra              | 14 febbraio 2007 | 27 dicembre 2007 |
| 13 | Second Opinion             | Trasloco per la vita               | 21 febbraio 2007 | 3 gennaio 2008   |
| 14 | We Had a Dream             | Sogni in comune                    | 28 febbraio 2007 | 3 gennaio 2008   |
| 15 | The Boy Next Door          | Il ragazzo della porta accanto     | 7 marzo 2007     | 10 gennaio 2008  |
| 16 | Whatever Possessed You     | Posseduta                          | 28 marzo 2007    | 10 gennaio 2008  |
| 17 | Joe Day Afternoon          | Non si licenzia la morte           | 4 aprile 2007    | 17 gennaio 2008  |
| 18 | 1-900 Lucky                | Questioni di famiglia              | 11 aprile 2007   | 17 gennaio 2008  |
| 19 | No One to Watch Over Me    | Un piano quasi perfetto            | 25 aprile 2007   | 17 gennaio 2008  |
| 20 | Head Games                 | Giudizio affrettato                | 2 maggio 2007    | 31 gennaio 2008  |
| 21 | Heads Will Roll            | Amicizie sbagliate                 | 9 maggio 2007    | 31 gennaio 2008  |
| 22 | Everything Comes to a Head | La quinta vittima                  | 16 maggio 2007   | 31 gennaio 2008  |

## Quattro sogni - 1ª parte
- Titolo originale: Four Dreams (1)
- Diretto da: Aaron Lipstadt
- Scritto da: Glenn Gordon Caron e Javier Grillo-Marxuach

### Trama
Allison sogna che il suo ragazzo delle superiori è morto, il detective Lee sogna di vendere suo figlio (anche se non ne ha), il procuratore sogna di farsi un bagno in una laguna, mentre Bridget fa un sogno particolare, ovvero una scimmietta che dipinge. Il compito di Allison è quello di codificare tutti questi messaggi.

## Quattro sogni - 2ª parte
- Titolo originale: Four Dreams (2)
- Diretto da: Aaron Lipstadt
- Scritto da: Glenn Gordon Caron e Javier Grillo-Marxuach

### Trama
Continua l'indagine di Allison riguardo agli strani sogni delle persone che la circondano.

## Il circolo vizioso
- Titolo originale: Be Kind, Rewind
- Diretto da: Aaron Lipstadt
- Scritto da: Ken Schefler

### Trama
Allison si trova a sognare sempre lo stesso giorno. Ogni volta, però, scopre nuovi indizi utili sul caso che deve decifrare. Intanto Joe cerca affetto da Allison, e Ariel ha dei problemi a scuola.

## Un dottore tornato dal passato
- Titolo originale: Blood Relations
- Diretto da: Oz Scott
- Scritto da: Robert Doherty

### Trama
Un serial killer del passato inizia a possedere persone in vita per tornare ad uccidere. Allison ingaggia una lotta contro il tempo per salvare la sua prossima vittima, ma diventa lei stessa un obiettivo dell'assassino.

## Tiratore scelto
- Titolo originale: Ghost in the Machine
- Diretto da: Andy Wolk
- Scritto da: Moira Kirland

### Trama
Per il suo compleanno, Allison regala a Joe una videocamera. Ben presto, però, inizia a vedere attraverso di essa inquietanti immagini che potrebbero avere una connessione con un caso di omicidio.

## Il cacciatore di assassini
- Titolo originale: Profiles in Terror
- Diretto da: Peter Werner
- Scritto da: Craig Sweeny

### Trama
Allison è chiamata ad aiutare un famoso detective dell'FBI in un'indagine su un assassino recidivo. Intanto Joe inizia a preoccuparsi quando si accorge che Marie guarda la TV nonostante l'apparecchio non riceva alcun segnale.

## L'aiutante della mamma
- Titolo originale: Mother's Little Helper
- Diretto da: Vincent Misiano
- Scritto da: Moira Kirland

### Trama
Allison e Ariel iniziano ad avere sogni riguardanti un delitto. Le due vedono i fatti da due prospettive diverse, cosa che sembrerebbe indicare due diversi sospetti.

## Tutta la verità
- Titolo originale: The Whole Truth
- Diretto da: Leslie Libman
- Scritto da: Diane Ademu-John

### Trama
Devalos chiama Allison ad aiutare con le indagini sulla sconvolgente morte di un rispettato notabile, ma, per qualche ragione, lei inizia ad avere visioni su un ragazzino intrappolato in fondo a un pozzo insieme a quelle sulla vittima.

## Amici per la morte
- Titolo originale: Better Off Dead
- Diretto da: Janice Cooke-Leonard
- Scritto da: Robert Doherty

### Trama
Allison sogna della strana amicizia tra gli spiriti di due persone appena assassinate. Quando offre a uno dei due il suo aiuto per risolvere il caso che lo riguarda, questi la sorprende rifiutando.

## La bambola killer
- Titolo originale: Very Merry Maggie
- Diretto da: Arliss Howard
- Scritto da: Craig Sweeny

### Trama
Allison ha delle visioni in un padre maltratta il proprio figlio, e il bambino cerca conforto nella compagnia di una bambola parlante. Questa però sembra mandare messaggi malvagi al piccolo.

## Gli strani sogni del capitano Push
- Titolo originale: Apocalypse, Push
- Diretto da: Aaron Lipstadt
- Scritto da: Javier Grillo-Marxuach

### Trama
Il capitano Kenneth Push ricompare nella vita di Allison quando si ritrova assediato da inquietanti visioni su un sanguinoso omicidio commesso a Phoenix. Intanto, Joe dice una bugia a fin di bene ed è costretto a subirne le conseguenze.

## Nei panni di un'altra
- Titolo originale: The One Behind the Wheel
- Diretto da: Leon Ichaso
- Scritto da: Diane Ademu-John

### Trama
Allison si ritrova posseduta dallo spirito di una donna di nome Sandra eppure Sandra sembrerebbe ancora decisamente in vita. Joe e il Detective Scanlon cercano di convincerla che è impossibile, e Joe deve nascondere la verità su cosa sta accadendo ad Allison, alle figlie.

## Trasloco per la vita
- Titolo originale: Second Opinion
- Diretto da: David Lerner
- Scritto da: Sterling Anderson

### Trama
Allison ha un sogno ambientato venti anni nel futuro, in cui Marie muore di leucemia. Si sveglia ovviamente determinata a proteggere la figlia ad ogni costo, e Joe è costretto a cercare di farla agire razionalmente.

## Sogni in comune
- Titolo originale: We Had a Dream
- Diretto da: Arlene Sanford
- Scritto da: Javier Grillo-Marxuach

### Trama
L'assassino con poteri psichici che Allison ha fatto arrestare fugge dal carcere e viene a cercare Allison nella sua stessa casa.

## Il ragazzo della porta accanto
- Titolo originale: The Boy Next Door
- Diretto da: Aaron Lipstadt
- Scritto da: Moira Kirland

### Trama
L'adolescente Allison sogna che Allison e Joe dei giorni nostri raccontano ai loro figli la storia di come si sono incontrati per la prima volta, e l'adulta Allison rivela di aver quasi incrociato Joe anni prima a una fiera della scienza. Più avanti nel sogno, l'odierna Allison incontra un conoscente del liceo e vicino di casa, Stephen Campbell, al supermercato, e rivela di non essere più in contatto con Izzy, la sua migliore amica del liceo. Quando Izzy invita l'adolescente Allison alla stessa fiera della scienza che l'odierna Allison menzionava nel sogno, ne parla a Izzy. Izzy respinge il sogno perché non conoscono nessuno di nome Stephen Campbell, ma quando tornano a casa da scuola, incontrano il nuovo vicino di casa dell'adolescente Allison: il giovane Stephen. All'adolescente Allison all'inizio piace il giovane Stephen, ma inizia a sentirsi a disagio quando sogna che nel mondo di Allison di oggi, Stephen sia sospettato dell'omicidio di una ragazza di 13 anni e abbia avuto dei precedenti per molestie sessuali. Allora l'adolescente Allison rifiuta il giovane Stephen quando le chiede di uscire e, la notte prima della fiera della scienza, trova il suo gatto assassinato nel cortile sul retro.
Alla fiera della scienza, l'adolescente Allison e Izzy trovano lo stand di Joe, ma vengono interrotte quando il giovane Stephen si presenta senza preavviso e quando l'adolescente Allison si rende conto che lui ha ucciso il suo gatto, decide di lasciare la fiera. In seguito, Izzy esce con il giovane Stephen, ma va in lacrime a casa dell'adolescente Allison perché è convinta che Stephen stesse per violentarla, quando suo padre è tornato a casa. L'adolescente Allison incoraggia Izzy a denunciare l'incidente, ma lei rifiuta; questo è l'inizio della fine della loro amicizia. 
Poi l'adolescente Allison sogna di Allison di oggi che interroga Stephen adulto. Durante l'interrogatorio, Stephen ammette che Allison gli ha salvato la vita da adolescente quando ha bussato alla sua porta per consegnare i biscotti destinati a suo padre, non sapendo che Stephen stava per suicidarsi. L'adolescente Allison è costretta dalla madre a consegnare i biscotti a casa di Stephen, ma decide di non bussare alla porta; sente rapidamente uno sparo e viene poi informata che Stephen è morto. Al giorno d'oggi, Allison lascia Ariel a scuola e si rende conto che la nuova amica di Ariel è la ragazza che Stephen Campbell avrebbe ucciso se fosse vissuto.

## Posseduta
- Titolo originale: Whatever Possessed You
- Diretto da: Miguel Sandoval
- Scritto da: Robert Doherty

### Trama
Devalos indaga sulla morte di una persona che gli è molto vicina e si appoggia all'aiuto di Allison, che nel frattempo sta avendo disturbanti visioni su una giovane donna che sembra posseduta. Intanto Joe chiede al suo capo di affidargli il nuovo, importante progetto della compagnia.

## Non si licenzia la morte
- Titolo originale: Joe Day Afternoon
- Diretto da: Aaron Lipstadt
- Scritto da: Ken Schefler

### Trama
Bisogna agire in fretta quando un lavoratore frustrato senza nulla da perdere prende in ostaggio Joe e altre tre persone. Allison e Ariel sono oppresse da un'insopportabile sensazione di terrore mentre la polizia si mobilita per risolvere la situazione.

## Questioni di famiglia
- Titolo originale: 1-900-Lucky
- Diretto da: David Arquette
- Scritto da: Javier Grillo-Marxuach e Robert Doherty

### Trama
Allison indaga sul caso di una donna il cui marito è stato ucciso. Intanto, suo fratello Michael ottiene un posto di lavoro ad una hotline di sensitivi che lo conduce presso un cliente in Arizona: la stessa persona sul cui caso sta indagando Allison.

## Un piano quasi perfetto
- Titolo originale: No One to Watch over Me
- Diretto da: Vincent Misiano
- Scritto da: Travis Donnelly e Corey Reed

### Trama
Allison ha sogni ricorrenti in cui vede se stessa camminare nella neve, dove finisce per trovare il cadavere di una donna. Intanto Joe torna al lavoro dopo la sua convalescenza, e deve di affrontare le conseguenze della tragedia.

## Giudizio affrettato
- Titolo originale: Head Games
- Diretto da: Joanna Kerns
- Scritto da: Javier Grillo-Marxuach, Robert Doherty e Moira Kirland

### Trama
Allison è molto confusa quando i sogni su un caso non l'abbandonano, neanche dopo aver aiutato Devalos a far condannare il colpevole. Nonostante i suoi problemi, riesce a fare amicizia con una donna di nome Debra.

## Amicizie sbagliate
- Titolo originale: Heads Will Roll
- Diretto da: Aaron Lipstadt
- Scritto da: Diane Ademu-John

### Trama
Continuano le indagini sull'assassinio della moglie di Walter Paxton, ed è ormai evidente che c'è un serial killer da fermare. Aiutando Devalos e Scanlon con il caso, Allison scopre che la prossima vittima è la sua nuova amica Debra.

## La quinta vittima
- Titolo originale: Everything Comes to a Head
- Diretto da: Ronald L. Schwary
- Scritto da: Ken Schefler

### Trama
Il procuratore Devalos viene sostituito come aveva sognato Allison che nel frattempo continua a sognare, e finalmente comprende che ci sono due assassini e che l'ultima vittima sarà la sua ex amica giornalista. Quindi parla con lei cercando di convincerla a cambiare albergo ma non riuscendoci. Dopo l'assassinio non ha le prove per incastrarlo, ma per fortuna il detective Scanlon, che il nuovo procuratore non vede molto di buon occhio, le permette di entrare nella stanza della vittima; qui Allison trova la prova che cercava nel cellulare che la giornalista usava come registratore e nel quale trova registrato l'ultimo assassinio. L'episodio si conclude con Allison che entra durante una riunione in cui il nuovo procuratore si presenta e a cui Allison dice di non abituarsi troppo a questo e di avere le prove nel registratore che consegna a Scanlon.